# Adam Pater
Adam Pater (ur. 28 lutego 1975 w Lubaniu) – polski aktor teatralny i filmowy.

## Życiorys
W 2005 roku ukończył studia na PWST we Wrocławiu. Występował na scenach następujących teatrów:
- Teatr Powszechny im. Jana Kochanowskiego w Radomiu
- Teatr na Woli w Warszawie
- Teatr Wytwórnia w Warszawie
- Teatr Kamienica w Warszawie

## Filmografia
- 2004−2011: Pierwsza miłość
- 2004: Niedziela − mężczyzna
- 2004−2006: Fala zbrodni − Bolek (odc. 15); Lope (odc. 46)
- 2005−2006: Warto kochać
- 2006: Swoimi słow@mi − Tomek
- 2006: Bezmiar sprawiedliwości − Patryk, były mąż Dominiki
- 2006: Bezmiar sprawiedliwości − Patryk, były mąż Dominiki (odc. 1-3)
- 2007: Kryminalni − Janek Makowski „Makówka” (odc. 72)
- 2008: Wydział zabójstw − Zygmunt Szaniawski (odc. 17)
- 2008−2010: Barwy szczęścia − policjant
- 2009: Teraz i zawsze − Tomek
- 2009: Plebania − fotograf
- 2009: Niania − uczestnik teleturnieju (odc. 121)
- 2010: Usta usta − policjant Arek (odc. 4)
- 2011: Wygrany − pracownik restauracji
- 2011: Wojna żeńsko-męska
- 2011: Układ warszawski − diler Igor Siemkow „Iwan” (odc. 13)
- 2011: Szpilki na Giewoncie − klient Wiki (odc. 14)
- 2011: Na dobre i na złe − pracownik Sanepidu (odc. 456)
- 2011: Linia życia − barman
- 2012: Hotel 52 − Jeremi Konieczny (odc. 69)
- 2013: Prawo Agaty − prokurator (odc. 46)